# Yli-Ii (quartier)
Yli-Ii (en finnois : Yli-Iin kaupunginosa) est  un  quartier du district de Yli-Ii de la ville d'Oulu en Finlande.

## Description
Le quartier compte 1 266 habitants (31.12.2018).
Le quartier est créé au début de 2013.
Le nom du quartier vient de la commune de Yli-Ii, qui a été absorbée par Oulu en fin 2012.

## Galerie

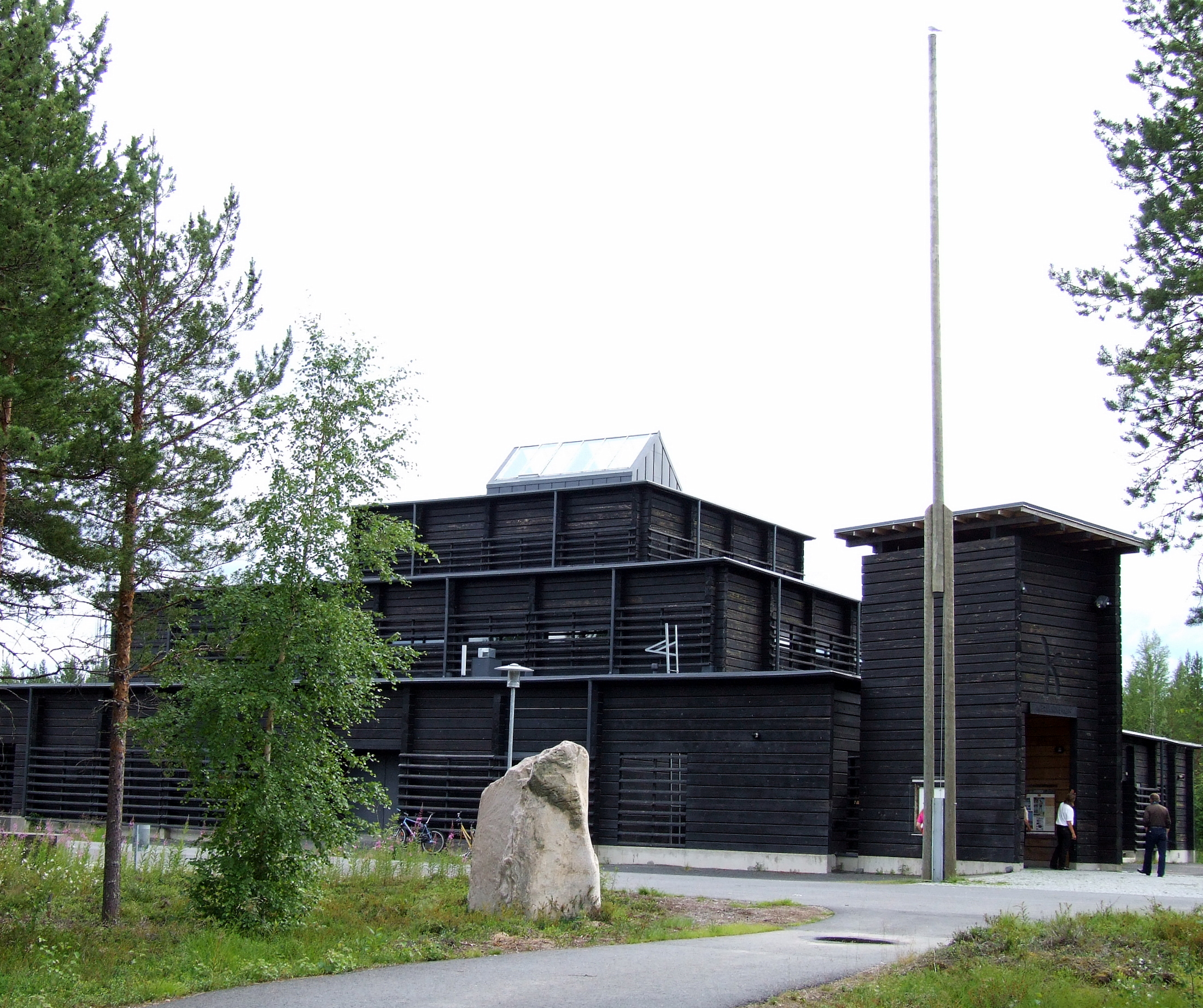
Centre de l'âge de pierre à Kierikki.
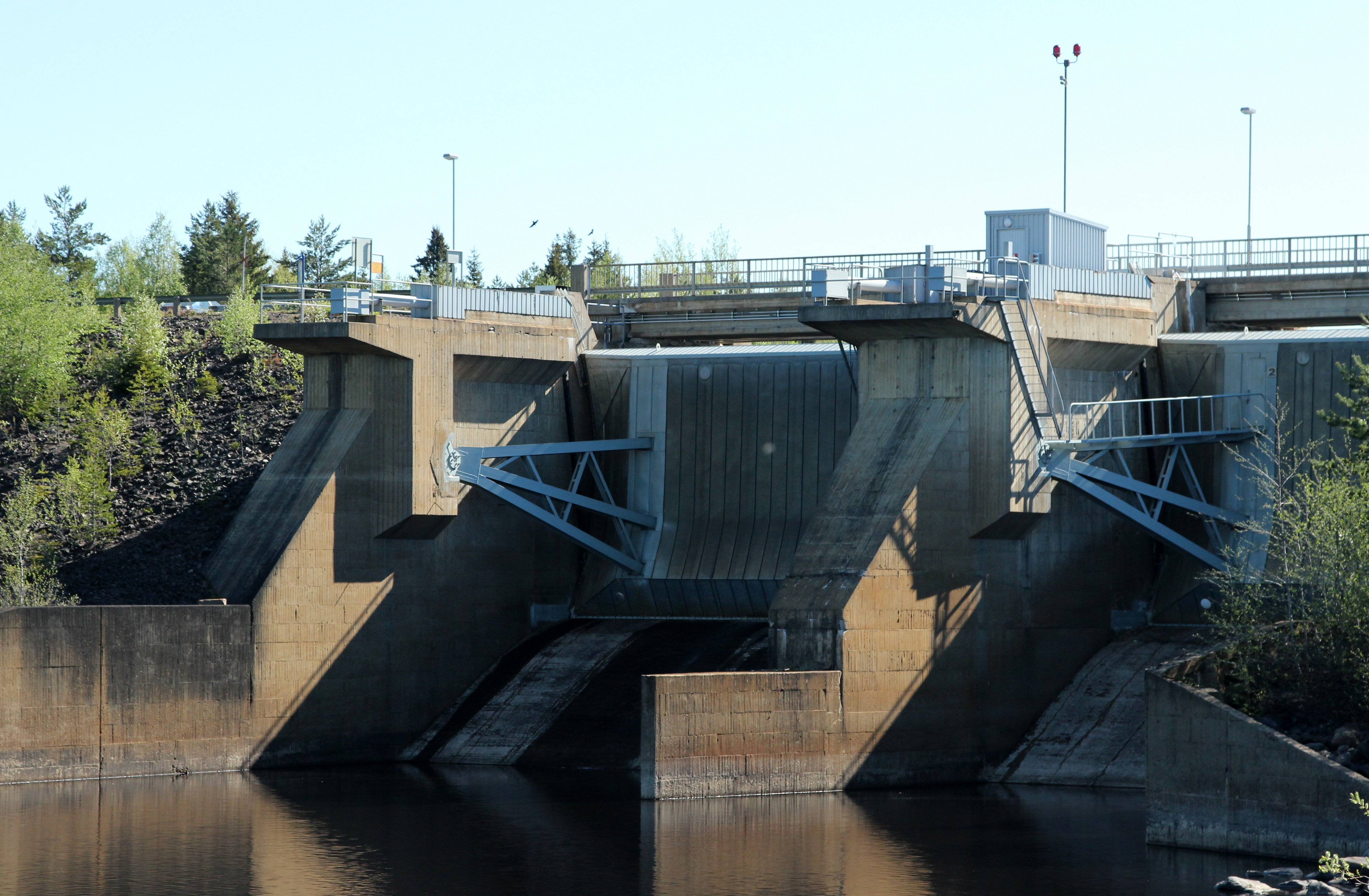
Centrale hydroélectrique de Kierikki.
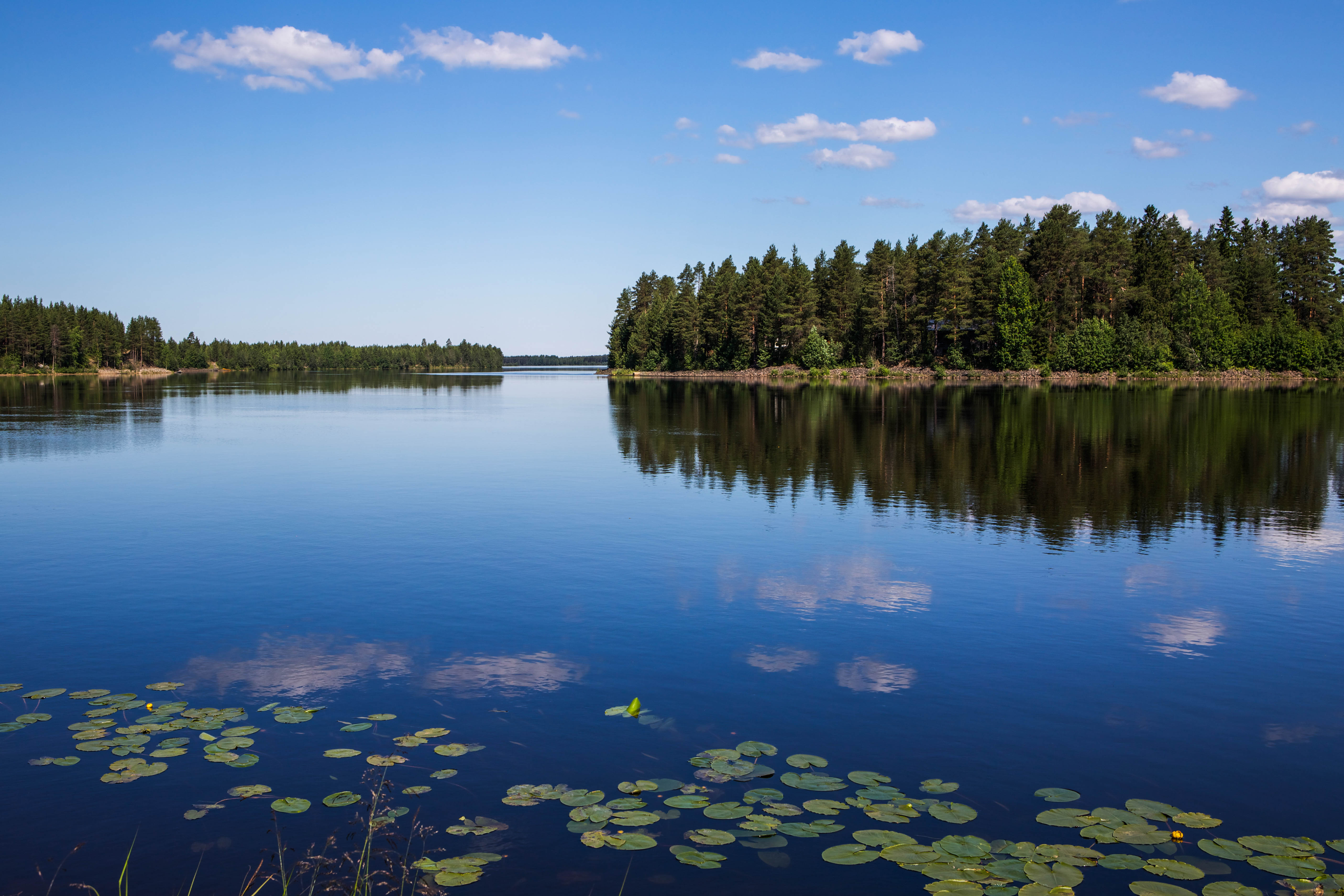
La rivière Iijoki à Yli-Ii